# دبليو. يان مكدونالد
دبليو. يان مكدونالد (بالإنجليزية: Ian McDonald)‏ هو أكاديمي نيوزيلندي وبريطاني، ولد في 17 يناير 1933، وتوفي في 17 يناير 2006.